# Tèstia
Tèstia (en llatí Thesteia o Thestia, en grec antic Θεστεῖα Θεστῖα) era una ciutat d'Etòlia.
Polibi és l'únic autor de l'antiguitat que la menciona i parla dels testieus (Θεστιεῖς,) els habitants de Tèstia. No es coneix on estava situada. Polibi només diu que era a la part nord del país d'Etòlia. El seu nom podria estar relacionat amb Testi, un antic heroi del país, rei de Pleuró.